# Masius Johann Feldmann
Masius Johann Feldmann (* 9. Februar 1762 in Wilster; † 8. August 1823 in Altona) war seit 1794 Konrektor und Professor am Gymnasium Christianeum Altona, sowie Schriftsteller.

## Leben
Am 30. Dezember 1798 heiratete er Franzisca Ohlfsen-Bregge (7. Oktober 1778 – 5. Januar 1840), Tochter des Pastors Friedrich Ohlfsen-Bregge in Neukirchen, Mitglied der Winkelloge „Einigkeit und Toleranz“ in Hamburg. Masius Johann Feldmann war unter anderem Co-Autor des Werkes: Frankreichs Geschichte von der ersten Gründung dieser Monarchie, bis zu der gegenwärtigen Umänderung in drei Bänden. Als Mitglied einer Freimaurerloge war Feldmann offensichtlich auch politisch aktiv. Die Loge „Einigkeit und Toleranz“ wurde 1790 von einem Juden namens Israel gegründet. Anders als in anderen Freimaurerlogen spielte bei ihr die Religionszugehörigkeit keine Rolle. Sie war vielmehr ein scharfer Gegner des religiösen Zwanges und setzte sich besonders für die Gleichberechtigung der Juden ein. Sie versuchte durch praktisches Engagement die Situation der Juden in Hamburg zu verbessern.